# Deuterogonia pudorina
Deuterogonia pudorina is een vlinder uit de familie sikkelmotten (Oecophoridae). De wetenschappelijke naam is voor het eerst geldig gepubliceerd in 1857 door Wocke.
De soort komt voor in Europa.